# Каліццано
Каліццано (італ. Calizzano, ліг. Carizan) — муніципалітет в Італії, у регіоні Лігурія, провінція Савона.
Каліццано розташоване на відстані близько 440 км на північний захід від Рима, 70 км на захід від Генуї, 31 км на захід від Савони.
Населення — 1494 особи (2014).
Щорічний фестиваль відбувається 2 липня. Покровитель — Madonna delle Grazie.

## Демографія
Населення за роками:

Станом на 1 січня 2023 року в муніципалітеті офіційно проживали 93 іноземці з 14 країн, серед них 55 громадян країн Євросоюзу та 1 громадянин України.

## Сусідні муніципалітети
- Баньяско
- Бардінето
- Борміда
- Гарессіо
- Мальйоло
- Массіміно
- Муріальдо
- Озілья
- Пріола
- Ріальто